# Aminokapronsav
Az aminokapronsav (ε-aminokapronsav, 6-aminokapronsav) lemezes kristályos anyag. Vízben jól, alkoholban nem oldódik.
A lizin származéka és analógja, mely ezáltal hatékonyan gátolja a lizinre ható enzimeket.
A legfontosabbak ezek közül a proteolízisért felelős enzimek. Ilyen pl. a plazmin, mely a fibrinolízist (a véralvadáskor keletkező fibrin feloldását) okozza. Más szóval az ε-aminokapronsav elősegíti a véralvadást. Vérzést okozó rendellenességek (pl. fibrogenemia, azaz túl sok vérbeli fibrinogén) ellen használják Amicar néven (az ε-aminokapronsav angol nevéből: ε-Amino caproic acid).
Gátolja a hisztamin felszabadulását a szervezetben, ezért gyulladásra hajlamos bőrökre készült készítmények alkotórésze.
Nylon 6 előállítása során ε-kaprolaktámból keletkezik köztes termékként.

## Klinikai felhasználás
A klinikai gyakorlatban erős vérzést okozó beavatkozások után használják. Ilyenek pl. a szívműtétek. Kimutatták, hogy a lizin-analógok jelentősen csökkentik a vérveszteséget koszorúér-bypass műtétek után. Az ε-amino-kapronsav adható szájon át és intravénásan is.
Az ε-aminokapronsav alkalmazható szöveti plazminogén aktivátor vagy sztreptokináz túladagolása esetén is.

## Mellékhatások
Mellékhatásai: hányinger, hányás, krónikus hőemelkedés (37,2–37,7°C). Hosszabb idejű (fél–egy év) használat után megnő a belső szervek (különösen a féregnyúlvány és a máj) gyulladásának veszélye, és a cyanosisé (szederjesség). Szinte mindig jelentkezik a myalgia (izomfájdalom) és a fibromyalgia.
A fő kockázat mégis a fibrinolízis gátlása okozta trombózisveszély. 

## Készítmények
- Acepramin
- Amicar

## Hasonló vegyületek
- kapronsav
- lizin
- diaminopimelinsav

## Fordítás
- Ez a szócikk részben vagy egészben  az   Aminocaproic acid című angol Wikipédia-szócikk fordításán alapul.  Az eredeti cikk szerkesztőit annak laptörténete sorolja fel. Ez a jelzés csupán a megfogalmazás eredetét és a szerzői jogokat jelzi, nem szolgál a cikkben szereplő információk forrásmegjelöléseként.
- Ez a szócikk részben vagy egészben  a   Proteolysis című angol Wikipédia-szócikk fordításán alapul.  Az eredeti cikk szerkesztőit annak laptörténete sorolja fel. Ez a jelzés csupán a megfogalmazás eredetét és a szerzői jogokat jelzi, nem szolgál a cikkben szereplő információk forrásmegjelöléseként.
- Ez a szócikk részben vagy egészben  a   Plasmin című angol Wikipédia-szócikk fordításán alapul.  Az eredeti cikk szerkesztőit annak laptörténete sorolja fel. Ez a jelzés csupán a megfogalmazás eredetét és a szerzői jogokat jelzi, nem szolgál a cikkben szereplő információk forrásmegjelöléseként.
- Ez a szócikk részben vagy egészben  a   Fibrinolysis című angol Wikipédia-szócikk fordításán alapul.  Az eredeti cikk szerkesztőit annak laptörténete sorolja fel. Ez a jelzés csupán a megfogalmazás eredetét és a szerzői jogokat jelzi, nem szolgál a cikkben szereplő információk forrásmegjelöléseként.
- Ez a szócikk részben vagy egészben  a   Tissue plasminogen activator című angol Wikipédia-szócikk fordításán alapul.  Az eredeti cikk szerkesztőit annak laptörténete sorolja fel. Ez a jelzés csupán a megfogalmazás eredetét és a szerzői jogokat jelzi, nem szolgál a cikkben szereplő információk forrásmegjelöléseként.
- Ez a szócikk részben vagy egészben  a   Streptokinase című angol Wikipédia-szócikk fordításán alapul.  Az eredeti cikk szerkesztőit annak laptörténete sorolja fel. Ez a jelzés csupán a megfogalmazás eredetét és a szerzői jogokat jelzi, nem szolgál a cikkben szereplő információk forrásmegjelöléseként.